# 모크샤강

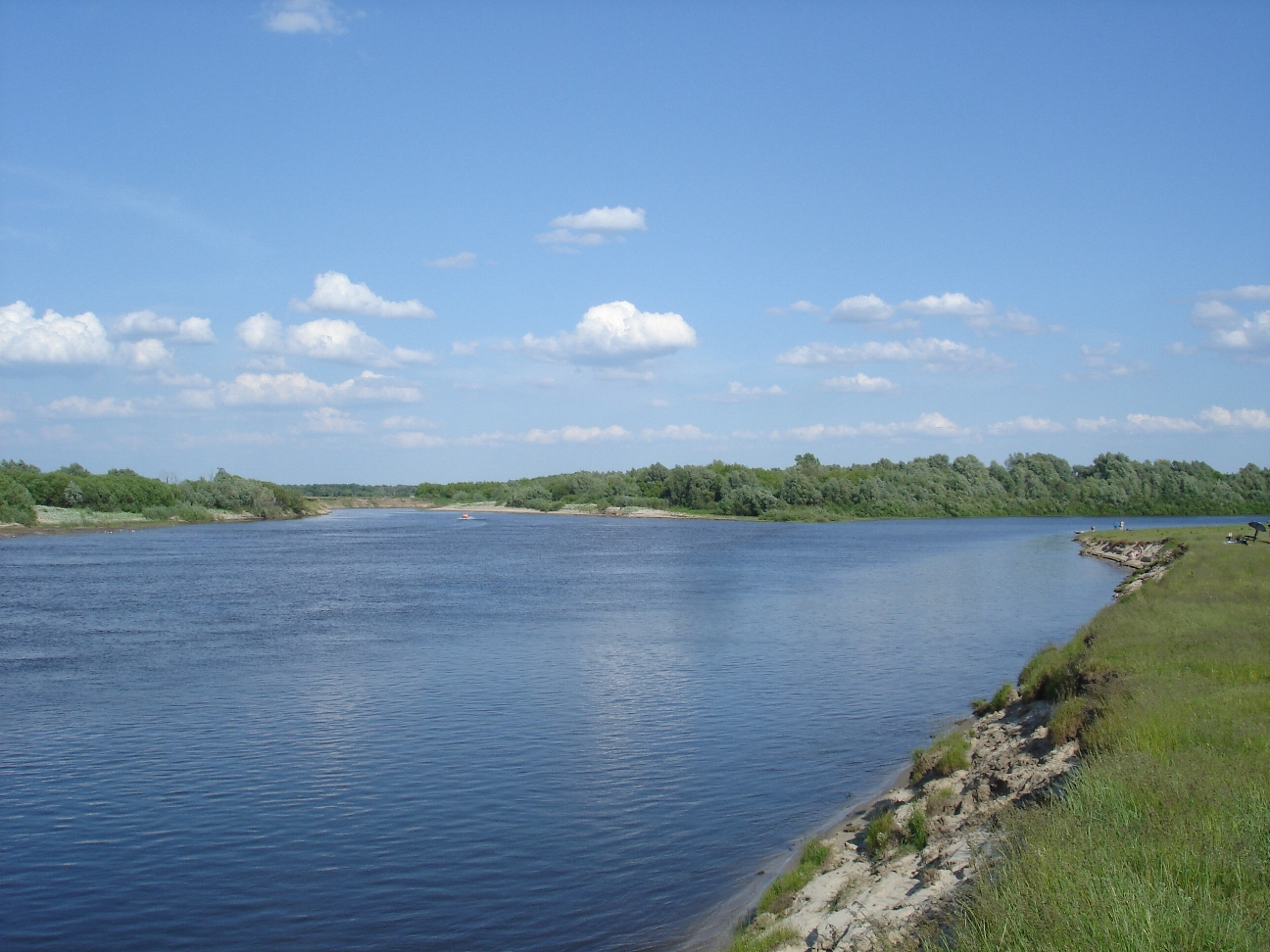

목샤강(러시아어: Мо́кша)은 러시아의 강이고, 오카강의 지류이다. 유역 길이는 656 km이다.